# Джермантаун (переписна місцевість, Нью-Йорк)
Джермантаун (англ. Germantown) — переписна місцевість (CDP) в США, в окрузі Колумбія штату Нью-Йорк. Населення — 1121 особа (2020).

## Географія
Джермантаун розташований за координатами 42°8′9″ пн. ш. 73°53′17″ зх. д. / 42.13583° пн. ш. 73.88806° зх. д. (42.135925, -73.888007).  За даними Бюро перепису населення США в 2010 році переписна місцевість мала площу 6,98 км², з яких 6,94 км² — суходіл та 0,04 км² — водойми.

## Демографія
Згідно з переписом 2010 року, у переписній місцевості мешкало 845 осіб у 360 домогосподарствах у складі 226 родин. Густота населення становила 121 особа/км².  Було 420 помешкань (60/км²).
Расовий склад населення:
| - 94,8 % — білих - 1,8 % — азіатів - 0,6 % — чорних або афроамериканців - 0,2 % — корінних американців - 1,3 % — осіб інших рас |

До двох чи більше рас належало 1,3 %. Частка іспаномовних становила 4,3 % від усіх жителів.
За віковим діапазоном населення розподілялося таким чином: 19,8 % — особи молодші 18 років, 62,7 % — особи у віці 18—64 років, 17,5 % — особи у віці 65 років та старші. Медіана віку мешканця становила 45,1 року. На 100 осіб жіночої статі у переписній місцевості припадало 96,1 чоловіків;  на 100 жінок у віці від 18 років та старших — 96,5 чоловіків також старших 18 років.
Середній дохід на одне домашнє господарство  становив 78 009 доларів США (медіана — 64 792), а середній дохід на одну сім'ю — 93 030 доларів (медіана — 97 917). Медіана доходів становила 70 938 доларів для чоловіків та 46 429 доларів для жінок. За межею бідності перебувало 5,2 % осіб, у тому числі 2,8 % дітей у віці до 18 років та 3,6 % осіб у віці 65 років та старших.
Цивільне працевлаштоване населення становило 439 осіб. Основні галузі зайнятості: освіта, охорона здоров'я та соціальна допомога — 22,1 %, інформація — 9,6 %, роздрібна торгівля — 9,3 %, сільське господарство, лісництво, риболовля — 9,3 %.